# Christus-Koningkerk (Brugge)
De Christus-Koningkerk of Kristus-Koningkerk is een parochiekerk voor de Brugse stadswijken Kristus-Koning en Stübbenkwartier.

## Geschiedenis
Begin twintigste eeuw werd het deel van de in 1899 bij Brugge aangehechte gemeente Sint-Pieters-op-de-Dijk dat zich bevond tussen de stadsomwalling en de Oostendsevaart, geürbaniseerd volgens een ontwerp van de Duitse stedenbouwkundige Hermann-Josef Stübben. Langs weerszijden van de Scheepsdalelaan werden twee wijken aangelegd: een residentiële villawijk, genaamd Kristus-Koning en een wijk voor industrie en meer bescheiden woningen, genaamd Stübbenkwartier.
Bij Koninklijk Besluit van 10 november 1927 werd voor beide wijken samen de parochie Christus-Koning opgericht. De familie de Brouwer schonk grond gelegen in de huidige Gerard Davidstraat en er werd in 1928 een noodkerk gebouwd, ontworpen door architect Antoine Dugardyn. Ze werd op 21 maart 1930 ingewijd.
In 1930 werd 4.450 m² grond aangekocht, ten noorden van de Gouden Boomstraat, teneinde er een definitieve kerk te bouwen. Het ontwerp werd toevertrouwd aan dezelfde Antoine Dugardyn, bijgestaan door Luc Vierin. Voor de kerk in neoromaanse stijl werd de koepel ongunstig geadviseerd door het Brugse stadsbestuur, maar in januari 1931 goedgekeurd door het provinciebestuur en door de Koninklijke Commissie voor Monumenten en Landschappen. Uiteindelijk werd de kerk niet op die aangekochte grond gebouwd, maar op grond naast de noodkerk.
Op 25 oktober 1931 werd de eerste steen gelegd en op 18 juli 1932 werd de kerk plechtig ingewijd door bisschop Henricus Lamiroy.
Naast de kerk werd een zusterklooster, een jongens- en meisjesschool en een parochiezaal gebouwd. De pastorie werd gebouwd in de Leopold I-laan, tegenover de kerk.

## Meubilair en kunstwerken
- Meubilair ontworpen door Jules Fonteyne:
  - het hoofdaltaar met tabernakel en de twee zijaltaren
  - de biechtstoelen
  - de credenstafel
  - het groot mahoniehouten verguld kruisbeeld
  - de marmeren communiebank
  - de wandschilderingen, uitgevoerd door Poupaert
- de klok Gabriël (335 kg)
- verguld Mariabeeld in lindenhout door Alfons De Wispelaere
- grote koperen kandelaar door Julien Vanden Abeele
- H. Hartbeeld door Alfons De Wispelaere
- het orgel door het huis Anneessens-Tanghe
- doopvont ontworpen door Jan-Robert Calloigne.